# Icaricia
Icaricia là một chi bướm ngày thuộc họ Lycaenidae. Chúng được mô tả lần đầu bởi Vladimir Nabokov in 1945.

## Các loài
- Icaricia acmon (Westwood, [1851])
- Icaricia cotundra (Scott & Fisher, 2006)
- Icaricia icarioides (Boisduval, 1852)
- Icaricia lupini (Boisduval, 1869)
- Icaricia neurona (Skinner, 1902)
- Icaricia saepiolus (Boisduval, 1852)
- Icaricia shasta (Edwards, 1862)